# Гвожђе
Гвожђе или железо (ијек. жељезо) (Fe), метал је  групе. Има 16 изотопа чије се атомске масе налазе између 49 — 63. Постојани изотопи су: 54, 56, 57 и 58. Најзаступљенији је изотоп 56 (91%). Симбол Fe долази од лат. ferrum назива за гвожће. Ферат је назив за гвожђе у анјонском комплексу. Телурско гвожђе је назив за елементарно гвожђе, које је настало у Земљиној кори.
Потпуно чисто гвожђе је мекан метал сребрнкастог сјаја. Познато је од прадавних времена, а данас је вероватно најважнији технички метал који налази мноштво облика примене. Оно се првенствено користи у виду челика, у којем је угљеник заступљен са до 2,06%. Гвожђе рђа на влажном ваздуху и раствара се у разређеним киселинама.
Гвожђе се у природи најчешће налази као минерал магнетит, који је кристализован се у облику црних кубних кристала. Оно је један од распрострањенијих металних елемената у Земљиној кори, где је по масеном уделу одмах иза алуминијума. У Земљиној кори је удео гвожђа око 5%, а у целој Земљи се претпоставља да је 37%. Унутрашњост Земље се претежно састоји од гвожђа. Концентрација гвожђа у морима је врло мала (око 4x10−3 ppm). Елементарно гвожђе се у природи налази као метеоритско које је доспело на земљу из Свемира, и као телурно које је присутно у Земљиној кори од исконских времена. Познато је да је гвожђе присутно у саставу Сунца, месечевим стенама и другим небеским телима, где га има око 14,3%, што сведоче метеорити пали на Земљу од којих се половина састоји претежно од гвожђа.
На површини Земље природно гвожђе се веома ретко налази у елементарном стању (на пример телурно гвожђе на Диско, западно од Гренланда).

## Особине
У елементарном стању чисто гвожђе је сребрнобели, релативно мекан и кован метал. Такође, оно је и феромагнетично, што значи да задржава магнетска својства и након престанка деловања магнетског поља.
Гвожђе је хемијски врло реактивно и као неплеменити метал раствара се у неоксидирајућим киселинама. На ваздуху је врло нестабилно и релативно брзо се оксидује (кородира). У оксидирајућим киселинама (концентрираној сумпорној и азотној киселини) површина гвожђа се не раствара, него се пасивизира стварањем заштитног слоја.
Гвожђе има 9 изотопа (масени број од 52 до 60) и четврти је елемент по уделу у земљиној кори. У природи се гвожђе налази као смеша четири стабилна изотопа: гвожђе-54 (5,8%), гвожђе-56 (91,72%), гвожђе-57 (2,2%) и гвожђе-58 (0,28%), а остали су изотопи радиоактивни, с кратким временом полураспада, осим изотопа гвожђе-60 (t1/2 = 3x105 година). Изотоп гвожђе-56 познат је као нуклид с најстабилнијом језгром, јер има највећу нуклеарну енергију везивања.
Као биогени елемент, гвожђе спада у групу есенцијалних елемената где учествује у преносу кисеоника. Гвожђе је важно за живот биљака као и животиња, и налази се у саставу хемоглобина и хлоропласта у крви, па мора бити садржано у храни топлокрвних животиња, као и тлу у коме расту биљке. У организму одраслог човека има око 5,85 грама гвожђа; од тога је 55% везано за хемоглобин, 10% је у миоглобину и 17% у ћелијским хеминима; око 17% гвожђа се налази и у другим органима (као феритин и хемосидерин). Препарати гвожђа убрајају се у најстарија лековита средства; били су познати већ у римско време. Данас се гвожђе у облику растворних феросола највише употребљава за лечење разних облика анемије. Мањак гвожђа доводи до анемије, а вишак може изазвати оштећење јетре и бубрега. За нека једињења гвожђа се претпоставља да су канциногена.
Ситније честице гвожђа могу сагоревати у ваздуху, при чему се јављају искре усијаног оксида, а у сасвим фином раздељењу гвожђе је и пирофорно, тј. самозапаљиво на ваздуху. С усијаним гвожђем водена пара реагује уз настанак оксида  (магнетит) и водоника. На високој температури гвожђе се директно спаја с хлором и са сумпором. У разређеним се киселинама техничко гвожђе се лако раствара. Концентрисана сумпорна киселина не нагриза гвожђе (стога се она може одлагати и превозити у жељезним посудама), а у концентрованој азотној киселини гвожђе постаје пасивно.
Гвожђе директно реагује с већином неметала при умереним температурама. Осим с кисеоником реагује с угљеником, сумпором, хлором, фосфором и другима.

### Алотропске модификације (полиморфија) гвожђа
Гвожђе се јавља у 4 алотропске модификације: α, ß, γ и δ гвожђе. Његова кристална структура се мења с променом температуре.
α железо поседује просторно (запремински) центрирану кубну кристалну решетку, а стабилно је у температурском интервалу између 723 °C и 770 °C. Ова алотропска модификација железа одликује се феромагнетичним особинама.
У температурском интервалу од 770 до 906 °C железо и даље има просторно (запремински) центрирану кубну кристалну решетку, међутим изнад 770 °C одликује се парамагнетним својствима. Због разлике у физичким карактеристикама, користи се друга ознака — ß железо.
Изнад температуре од 906 °C па све до 1401 °C железо карактерише површински центрирана кубна кристална решетка. Ова алотропска модификација означава се као γ железо.
Између 1401 °C и 1539 °C железо се поново одликује просторно (запремински) центрираном кубном кристалном решетком и назива се δ железо. Разлика између α и δ железа јесте у параметру кристалне решетке.
Изнад 1539 °C железо више не поседује кристалну решетку већ се налази у течном стању — у стању растопа.

## Једињења
| Оксидациона стања      | Представници хемијских једињења      |
| ---------------------- | ------------------------------------ |
| −2                     | ретки — ; атомска љуска              |
| −1                     | ретки – ; атомска љуска              |
| 0                      | ; атомска љуска                      |
| 1                      | ретки – ; атомска љуска              |
| 2 (двовалентно гвожђе) | , итд.; атомска љуска                |
| 3 (тровалентно гвожђе) | , (вода) итд.; атомска љуска         |
| 4                      | ретко, неки комплекси; атомска љуска |
| 5                      | (?); атомска љуска                   |
| 6                      | ; атомска љуска                      |

У хемијским једињењима је гвожђе најчешће двовалентно или тровалентно (феро- и фери- једињења).
Гвожђе формира једињења у којима има оксидационе бројеве +2, +3 и +6, а у најважнијима и највећем броју једињења има оксидацијски број +2 (феро) и +3 (фери). Стање +2 је најстабилније. Шестовалентно гвожђе је фератни јон FeO4 — који је постојан само у алкалном медију, а у киселом медију се распада на 3+ и кисеоник, уз нешто озона.
Нестабилнији Fe2+ јон у се воденом раствору у присуству кисеоника лако оксидује у Fe3+ јон.
Гвожђе због свог негативног стандардног електродног потенцијала , раствара се у киселинама уз развијање водоника.
Јони  и  имају изражену способност стварања комплекса координацијског броја 6. Раствор јона 2+ је светлозелене боје. Раствор јона 3+ је жуте боје, осим бромида који је црвене. Диметил-глиоксим обоји раствор 2+ јона црвено.

### Једињења с кисеоником
Од оксида гвожђа важни су:
- Гвожђе(III) оксид и феро-фери-оксид, који настаје као црвени прах кад се жари  или . Као минерал, хематит формира више или мање густе стене, местимично и велике црвене кристале. Главни је састојак гвоздених боја (капут мортум, колкотар, окер).
- Фери-феро-оксид, , настаје при жарењу гвожђа и гвоздених оксида на вишим температурама. Као магнетит најважнија је руда (минералне сировине), а од њега се праве и електроде за техничку електролизу. Састојак је термитне смеше.
- Гвожђе(II) хидроксид, , настаје као бео до светлозеленог талога кад се раствору соли двовалентног гвожђа у одсуству кисеоника дода лужина. На ваздуху лако прелази у смеђецрвени гвожђе(III) хидроксид, . То једињење се таложи (с промењивим количинама апсорбоване воде) као црвеносмеђи зелатиносни талог, кад се раствору соли тровалентног гвожђа дода лужина. Састојак је различитих минерала и стена (хидрохематит, тургит, лимонит, ксантосидерит, гетит, стилпносидерит, окер, лепидокрокит).

### Једињења с азотом
- Гвожђе() нитрат, , настаје када се гвожђе раствара у разређеној врућој азотној киселини. Хладна концентрована  не раствара гвожђе јер на површини настаје заштитни слој оксида. Ова со кристалише из раствора са 6 или 9 молекула воде у виду безбојних кристала који су растворни у води и због хидролизе дају смеђи раствор. Употребљава се у медицини као адстрингенс против крварења у желуцу и цревима. Такође служи за отежавање свиле, за штављење коже, у бојима и штампи у боји, за производњу берлинског плавог и др. Водени раствор гвожђе(II) нитрата је зелене боје.
- Гвожђе() нитрат, со је гвожђа са хемијском формулом . Будући да је хигроскопан, често се налази у нонахидратном облику, , који је кристална материја безбојне до блиједо љубичасте боје. Настаје реакцијом гвожђа или оксида гвожђа с азотном киселином.

### Једињења с угљеником
- Гвожђе карбид или цементит, , врло тврдо и крто једињење, састојак је техничког жељеза где доприноси тврдоћи тог материјала.
- Гвожђе(II) карбонат (сидерит) позната је карбонатна руда гвожђа, која се налази у природи као минерал сидерит. Ова со настаје као бели аморфни талог кад се раствор соли двовалентног гвожђа (било које гвожђе(II) соли) помеша с раствором бикарбонатне соде. На ваздуху губи угљен-диоксид и оксидује се до . У води има растворљивост од 3,13 x 10−11. У води која садржи растворени угљен-диоксид полако се раствара у облику хидрокарбоната (Fe(HCO3)2), састојка многих минералних вода. Из њих се у додиру са ваздухом таложи смеђи оксидохидрат, па стога природне воде с високим садржајем гвожђа нису прикладне за пиће и употребу у индустријске сврхе.

### Једињења с халогеним елементима
- Гвожђе(II) халогениди су , ,  и . Они су растворне соли, као и гвожђе(III) халогениди ,  и , изузев гвожђе(III) флуорида који је незнато растворан.
- Гвожђе() хлорид, , формира модрозелене моноклоналне кристале који се овлажују на ваздуху и растворни су у води; добија се растварањем гвожђа у хлороводоничној киселини или директном синтезом из елемената. Служи као редукционо средство у производњи боја. Кристализује се као хидрат из раствора насталог растварањем гвожђа у соној киселини. Разређени раствор је жуте боје, који након концентрисања постаје црвен. Безводни материјал се добија грејањем гвожђа у атмосфери хлороводика.
- Гвожђе() хлорид хексахидрат (или тетрахидрат). Хидратисана со је жуте боје. На ваздуху влажи, и лако је растворна у води, алкохолу и етру. Ова со се користи као хемијски реагенс, као коагуланс за чишћење површинских вода, оксидационо и кондензационо средство, као преносилац хлора у синтези боја, налази примену у бојењу текстила, користи се за нагризање метала (израду штампаних плоча у електротехници), у медицини као адстригенс (нпр. вата за заустављање крварења рана), итд. У продаји је у облику прљавожутих кристалних груда (обично као хексахидрат — са 6 молекула воде). Безводни хлорид је хигроскопна материја. Настаје жарењем гвожђа у струји сувог хлора или растварањем гвожђа у хлороводичној киселини уз увођење хлора. Кристалише се из воденог раствора формираног растварањем гвожђе(III) оксида у соној киселини.

### Једињења са сумпором
- Гвожђе(II) сулфид (FeS) у природи се налази као минерал пирхотин (бронзане боје), добија се у облику тамносивих или црних груда, плоча или штапића с металним сјајем тако што се растопљена смеша гвожђа и сумпора лије на одговарајућу површину или у калуп; у разређеним киселинама се раствара уз развијање сумпороводика , па се у лабораторији употребљава за добивање тога гаса.

Сулфидни јон се таложи као црни талог у неутралном раствору. Ова со није растворна у води, али је растворна у киселинама:
{\displaystyle {\ce {Fe^2+ + S^2- -> FeS}}}
{\displaystyle {\ce {FeS + 2 H^+ -> Fe^2+ + H2S}}}
Гвожђе дисулфид позната је сулфидна руда гвожђа и врло је раширена у природи као минерал пирит (мање као марказит) који је златножуте боје с металним сјајем. Из њега се пржењем добија сумпор-диоксид за производњу сулфита (тиме и сумпорасте киселине) и сулфатне киселине.
1. Сумпороводик у киселом раствору редукује гвожђе уз излучивање сумпора:
{\displaystyle {\ce {2 Fe^3+ + H2S <=> 2 Fe^2+ + S2H+}}}
2. Амонијум сулфид таложи црни талог који је растворан у киселинама:
{\displaystyle {\ce {2 Fe^3+ + 3S^2- <=> Fe2S3}}}
{\displaystyle {\ce {Fe2S3 + 6 HCl -> 2 FeCl3 + 3 H2S}}}
- Гвожђе() сулфат, , добија се у облику светлозелених моноклалних призама из раствора гвожђа у сумпорној киселини; у техници се добија и оксидацијом пирита на влажном ваздуху, а отпада у знатним количинама као споредни производ при цементацији бакра, при добијању калаја, при производњи хром алауна и титанијумског белила; најважнија је техничка со гвожђа и служи за добијање других једињења гвожђа, такође за производњу тинте, за уништавање штеточина (инсектицид) и корова, у бојењу и кожарству, за дезинфекцију и дезодоризацију, за конзервирање дрвета, у ветеринарској медицини као адстрингенс итд.
- Гвожђе() сулфат, , формира бели или сивобели прах који се у води полако раствара, а на ваздуху влажи дајући смеђу течност; добија се тако што се кисели раствор зелене галице оксидује азотном киселином; налази примену у бојењу, у производњи берлинског плавог и гвоздених алауна, који се употребљавају у бојењу, фотографији и хемијској анализи.
- Амонијум гвожђе(II) сулфат хексахидрат  познат је као Мохрова со.

### Органска једињења гвожђа
- Гвожђе() ацетат, ( или  или ) добија се растварањем гвожђа у сирћетној киселини, а употребљава се у бојењу, и у медицини као адстрингенс.

{\displaystyle {\ce {2CH3COOH + Fe -> (CH3COO)2 Fe + H2}}}
- Гвожђе() ацетат у води формира црвени талог. Ово једињење настаје при доказивању
- Гвожђе амонијум оксалат, , зелени, у води лако растворни кристали који на светлу губе оксалну киселину оксидацијом до , при чему тровалентно гвожђе прелази у двовалентно. То се својство употребљава за мерење количине светла, за копирање нацрта, и сл. У исту сврху, а и као лек против слабокрвности, употребљава се и гвожђе(II) цитрат.

## Употреба
Гвожђе је најкоришћенији од свих метала и његова производња чини 95% (масено) од укупне светске производње метала. Разлог томе је комбинација ниске цене и погодних физичких својстава, због чега је гвожђе неизоставни материјал у аутомобилској индустрији, бродоградњи и грађевинарству.
Техничко гвожђе представља распрострањену легуру гвожђа с већим или мањим количинама угљеника, силицијума, мангана, сумпора и фосфора. Својства материјала у великој мери зависе од количине тих састојака, односно примеса. Додацима других метала, као што су хром, титанијум, молибден, никл, тантал, ванадијум, кобалт, ниобијум, волфрам и др., својства гвожђа се могу даље модификовати у ширим границама него било којег другог техничког метала. Стога данас има на хиљаде врста техничких гвожђа за најразличитије намене. Техничко гвожђе, осим врста које су посебним додацима (првенствено никла и хрома) учињене хемијски отпорнима (нерђајући челик), хемијски је мање отпорно од чистог гвожђа. Оно на влажном ваздуху рђа, тј. превлачи се слојем хидроксида који не штити метал од даљег нагризања. Гвожђе загрејано на вишу температуру се покрива црвеном превлаком оксида. Fe3O4.

### Челик
Гвожђе се првенствено користи у облику челика, и у мањој мери као сирово или ливено гвожђе. Челик је легура гвожђа с 0,05 до 2,06% угљеника. То је најважнији технолошки и конструкциони материјал, а данас је познато више од хиљаду врста челика. Одликују се великом чврстоћом, тврдоћом, жилавошћу, подесни су за ливење и механичку обраду, и имају знатну еластичност.

## Историја
Археолошки докази употребе „метеоритског гвожђа“ за израду ситног накита и оружја сежу до 5. миленијума п. н. е. у данашњем Ирану и врхови копља, који датирају из 4. миленијума п. н. е. из древног Египта. Хијероглифски записи из 2. века п. н. е. говоре о „црвеном балону с неба“, што се односи на метеоритско гвожђе. Ово гвожђе се користило као украсни део на врховима копља. Гвожђе се тада није добијало ливењем или топљењем руда гвожђа, него се обрађивало на начин на који се обрађивао камен.
Негде између 3. и 2. миленијума п. н. е. ушла је у употребу обрада гвожђа у подручју Месопотамије, Анатолије и Египта. Овакви рани почеци обрађеног гвожђа разликују се од гвожђа метеоритског порекла, јер не садрже никл у свом саставу. Чини се да су људи у то време користили гвожђе искључиво у религијске сврхе, и оно је тада било вредније од злата и вероватно је настало као нуспродукт производње бронзе.
Између 16. и 12. века п. н. е. гвожђе се почиње снажније користити; додуше и у то време бронза је још увек била у широкој употреби. Од 1200. п. н. е. почиње прелаз бронзаног доба у гвоздено доба. Сматра се да овај прелаз људског друштва није подстакла премоћ и квалитета једног материјала над другим, него недостатак калаја (који је неопходан за формирање бронзе). Ови први кораци обраде гвожђа на почецима гвозденог доба укључивали су и кориштење дрвеног угљена током обраде, а резултат овакве обраде гвожђа био је први произведени челик (површински слој гвожђа). Хлађењем овако обрађеног гвожђа (по правилу помоћу неке течности) добијени материјал је добијао еластичност и чврстоћу, која је била супериорна у односу на особине бронзе.
Гвожђе се почело добијати из руда, највероватније хематита, око 1500. п. н. е., најпре у Анатолији, данашњој Малој Азији, као тзв. „порозно гвожђе“. У то време, због недовољне температуре примитивних пећи, није било могуће добијање ливеног гвожђа, већ је настајало порозно гвожђе, које се ковањем претварало у употребљив метал. Налазишта у Уру (Ирак), те у Египту сведоче о раном добијању гвожђа из руда. Гвожђе је у то време било невероватно важан стратешки материјал. Сматра се, да је племе Хетита из Мале Азије постигло своју велику војну моћ управо због ране производње гвозденог оружја. У то је време цена гвожђа била већа од цене злата, а начин његовог добијања чувао се као најстрожа тајна.
У старој Грчкој гвоздено доба почиње око 1300. п. н. е, а 1200. п. н. е. гвожђе је већ познато у читавом “старом свету”. Очвршћавање гвожђа закаљивањем било је познато око 900. п. н. е, а такође и опорављање (попуштање) загревањем. О томе сведоче налази и писани документи из Рима, Халстата (Немачка) и Ла Тене (Француска).
Гвожђе је човеку било познато већ у праисторијским временима, а данас је оно далеко најважнији технички метал. Од њега се праве мостови, жељезнице, машине, бродови, грађевине, итд. као и безброј ситница потребних у свакодневном животу: игле, ексери, завртњи, кајле, спајалице за документе, кутије за конзерве итд.

## Добијање гвожђа
За добивање гвожђа данас се углавном користе оксидне, а ређе карбонатне руде. Црвена гвоздена руда садржи минерал хематит. Друге руде садрже минерал магнетит, који је црне боје и магнетичан. Гвожђе се ретко налази у елементарном облику, који је присутан у близини вулкана и у метеорима. Знатне количине гвожђа су кориштене од гвозденог доба. У првом миленијуму п. н. е. гвожђе се добијало топљењем минерала гвожђа, као што је хематит.
Из оксидних руда, гвожђе се добија редукцијом руда коксом, односно угљеник(II) оксидом (угљен-моноксидом) у високим пећима. Из руда које су сиромашне гвожђем (нпр. лимонита), гвожђе се добија тзв. киселим топљењем и Круповим поступком.

### Добијање гвожђа у високим пећима
Кроз горњи отвор високе пећи (гротло), пећ се наизменично пуни слојевима кокса и руде с топионичким додацима. Зависно од руде, топионички додатак је кречњак или доломит (ако су руде киселе, јер јаловине садрже силикате и алуминијум оксид) или кварцни песак (ако су руде алкалне, јер јаловине садрже калцијум оксид). Најнижи слој кокса се запали, и доводи се врућ ваздух (до 800 °C) обогаћен кисеоником. При том кокс изгара дајући најпре , а затим проласком кроз следећи слој кокса прелази у :
{\displaystyle {\ce {2 C + O2 -> 2 CO}}}
Настали угљеник() оксид (угљен-моноксид) главно је редукционо средство које постепено, зависно од температуре појединих зона пећи, све више редукује оксиде гвожђа, док коначно не настане тзв. порозно гвожђе, а све реакције се сумарно могу свести на:
{\displaystyle {\ce {Fe2O3 + 3 CO -> 2 Fe + 3 CO2}}}
Реакцијама ослобођени  (који настаје распадом карбоната) реагује с угрејаним коксом дајући поново CO, који се у мање врућим деловима пећи распада на  и фино дисперговани угљеник, који се раствара у порозном гвожђу. Угљеник тако снижава тачку топљења редукованог гвожђа на 1100 — 1200 °C. Растопљено гвожђе се, због веће густине полако слива у доњи део пећи и скупља се на дну одакле се испушта у калупе или вагонете којима се одвози на даљњу прераду. Течна и лакша троска плива на растаљеном гвожђу и испушта се кроз нешто више смештен испуст.
Производи који настају у високој пећи су:
- Сирово гвожђе. Полаганим хлађењем добија се сиво сирово гвожђе из којег се излучио графит. Наглим хлађењем добива се бело сирово гвожђе из којег графит није стигао да се излучи. Међутим, сирово гвожђе се обично не хлади, него се одмах прерађује у челике.
- Троска или згура, која је углавном калцијум алумосиликат, употребљава се за производњу цемента и као изолацијски материјал.
- Гротлени гас настаје као производ наведених процеса горења, а састоји се од азота, угљен-диоксида, угљен-моноксида, водоника и метана. Користи се за загревање ваздуха који се удувава у пећ.

### Сирово гвожђе
Сирово гвожђе је због већег садржаја нечистоћа и угљеника, јако крто и неподесно за обраду или примену. Може се користити само за ливење најгрубљих масивних предмета (нпр. постоља), који нису механички или топлотно оптерећени. Да би се добило квалитетније гвожђе или челик, сирово гвожђе се прерађује, што укључује смањење садржаја свих примеса и подешавање садржаја угљеника у гвожђу, који битно одређује квалитет челика. Челиком се сматра легура гвожђа која садржи од 0,05 до 2,06% угљеника. Пречишћено сирово гвожђе које садржи више од 1,7%, а мање од 2,5% угљеника обично се назива ливено гвожђе, а користи се за израду масивнијих гвоздених одливака за разна постоља, носаче, конструкцијско и грађевинско гвожђе итд. Мешањем сировог гвожђа с растопом кварцног песка и претапањем те смеше у пећима обложеним , у растопу се добија порозно гвожђе, у којем присутни  оксидује већину примеса. Добија се тзв. профилно гвожђе јер се директно из пећи, под притиском који истискује силикатну масу с отопљеним примесама, извлаче профилни производи гвожђа (цеви, шине, шипке итд.).
Примесе знатно утичу на физичка својства гвожђа. Тачка топљења чистог гвожђа је 1535 °C, а гвожђа са свега 0,83% угљеника 740 °C.
Састав сировог гвожђа:
- = 90%,
- = 2 — 5%,
- = 0,2 – 4%,
- = 0,1 – 3%,
- = 1,5 – 6%,
- = 0,01 – 0,05%.

### Производња челика
Постоји више поступака прераде гвожђа у челике, а најчешћи су:
- непосредним продувавањем кисеоника или ваздуха обогаћеног кисеоником кроз растопљено гвожђе у конвертерима. Највише се користе Бесемеров и Томасов поступак. Разликују се у томе што се Томасовим поступком из сировог гвожђа може уклонити и фосфор.
- посредном оксидацијом која се спроводи у Сименс-Мартиновим пећима. Код овог поступка оксидацију врши кисеоник из гасова изнад растопа.
- ЛД поступком с чистим кисеоником (99,9%), у којем се кисеоник не проводи кроз растоп, него проводи кроз водом хлађену капљасту цев, која сеже до једног метра изнад отопине. Данас се овај поступак све више примењује.
- електролучни поступак у којем се сирово гвожђе топи електричним луком. Ово је модернији поступак добивања легираних челика у којима је удео других метала већи од 5%.

### Рециклирање
Рециклирање метала је процес поновног кориштења металних материјала, понајвише алуминијума и челика. Сви производи сачињени од алуминијума и челика у великом се уделу могу рециклирати, а рециклирањем истих сировина штеди се до 95% енергије потребне за производњу нових материјала. Метали имају јако велики постотак поновне искористивости, а понајвише челик – до 100%.

## Налазишта
Гвожђа има у саставу Месеца, Сунца и других небеских тела као и на Земљи, где је најраспрострањенији метал. Земљино језгро се највећим делом састоји од гвожђа, с нешто никла, а управо тај састав гвожђа у спољашњој течности језгра и у његовим чврстим унутрашњим деловима даје Земљи магнетно поље. Гвожђе се може се наћи и минерала, мада је то ретко случај јер гвожђе с лакоћом реагује с кисеоником и водом стварајући оксиде и друге минерале. Повремено се налази у неким промењеним базалтима, где су гвоздени минерали сведени на урођено гвожђе.
Гвоздени цвет или гвоздени шешир су рударски називи за делове лежишта руде гвожђа (пирита, хематита, магнетита, сидерита), где су оне прешле у лимоните.
У природи (на многим местима Земљине површине) гвожђе се накупило у већим концентрацијама, а стене које садрже 20% и више гвожђа могу служити као руде гвожђа. Најчешће и најважније су оксидне руде које садрже минерале хематит, најмање заступљен лимонит и магнетит, те врло распрострањени пирит који је сулфидна руда, сидерит који је карбонатна руда. Вивијанит је кристал, гвоздени фосфат. Гвожђе се налази и у силикатним рудама (једињењима).
Све руде се морају пржити пре прераде у сирово грожђе да пређу у оксиде. Из руде се сирово гвожђе добија прерадом у високој пећи. Тако добивено сирово гвожђе се употребљава мањим делом за производњу предмета ливењем, а већим делом се прерађује у челик.

## Занимљивости
- За добијање 1 тоне сировог гвожђа потребно је: 1,65 t руде с додацима, 0,5 t кокса, 1,5 – 2,5 t врућег ваздуха и 10 m3 воде за хлађење. Притом још настаје: 0,3 t троске, 3 — 3,5 t гротлених гасова и прашине.
- Ајфелова кула је саграђена 1889. поводом светске изложбе у Паризу. Иако је Александар Густав Ајфел (1832—1923) имао највише успеха у пројектовању челичних мостова, његов најзначајнији пројект је познати париски челични торањ који је по њему добио име. Са четири решеткаста носача уздиже се до висине око 300 метара, а тежи 9 700 тона. Челични носачи спајају три платформе на висинама 58, 116 и 276 метара које су посетиоцима приступачне лифтом или степеницама. С једне од туристички најпознатијих грађевина на свету пружа се поглед на раздаљину од око 140 km. На торњу се налази метеоролошка станица, а служи и као антенски стуб.

## Биолошки значај
Железо је неопходно за очување здравља. Атом железа се налази у многим ензимима: хемоглобину, миоглобину... Потребе за гвожђем се разликују у зависности од старости, тежине, пола, здравља минималне количине које је потребно дневно унети крећу се у широким оквирима. Код одраслих особа од 10 милиграма дневно до 20 код жена, док је за време дојења потребно 30. Иако човеков организам има солидне механизме за регулацију количине гвожђа, у неким ситуацијама може доћи до обољења хемохроматозе. То обољење се јавља услед превелике дозе гвожђа у организму. Велике количине гвожђа(II) су отровне. Соли гвожђа(III-VI) су безопасне, зато што их организам не апсорбује.
Правилна концентрација гвожђа у крви:
- средња вредност
  - мушкарци 21,8 микро по литру, 120 микрограма по децилитру
  - жене 18,5 микроmol по литру, 100 микрограма по децилитру
- минималне и максималне концентрације:
  - мушкарци 17,7 — 35,9 микроmol по литру, 90 — 200 микрограма по децилитру
  - жене 11,1 — 30,1 микроmol по литру, 60 — 170 микрограма по децилитру